# Kinsey (Alabama)
Pour les articles homonymes, voir Kinsey.
Kinsey est une municipalité américaine située dans le comté de Houston en Alabama.
Selon le recensement de 2010, sa population est de 2 198 habitants. La municipalité s'étend sur 12,10 milles carrés (31,34 km2).
La localité est nommée d'après Eliza Kinsey, devenue la première receveuse des postes de la ville en 1866. Elle devient une municipalité en 1957.

## Démographie
| 1900 | 1910 | 1960 | 1970 | 1980  | 1990  | 2000  | 2010  |
| ---- | ---- | ---- | ---- | ----- | ----- | ----- | ----- |
| 342  | 340  | 283  | 219  | 1 239 | 1 679 | 1 796 | 2 198 |